# Ratched (televisieserie)
Ratched is een Amerikaanse psychologische thriller-serie gebaseerd op het personage Nurse Ratched van Ken Kesey's boek One Flew Over the Cuckoo's Nest uit 1962. De miniserie bestaat uit acht afleveringen en werd op 18 september 2020 uitgebracht op Netflix. De serie is een prequel op het boek. 

## Synopsis
Nadat Edmund Tolleson vier priesters op bloedige wijze vermoordt, wordt hij opgesloten in een psychiatrische inrichting. Zijn zus Mildred Ratched, die enkel op papier zijn zus is, gaat in de inrichting werken en verwerft er al snel heel wat macht.

## Rolverdeling
| Acteur            | Personage                             |
| ----------------- | ------------------------------------- |
| Sarah Paulson     | Mildred Ratched                       |
| Finn Wittrock     | Edmund Tolleson                       |
| Cynthia Nixon     | Gwendolyn Briggs                      |
| Jon Jon Briones   | Dr. Richard Hanover/Dr. Manuel Bañaga |
| Judy Davis        | Betsy Bucket                          |
| Charlie Carver    | Huck Finnigan                         |
| Sharon Stone      | Lenore Osgood                         |
| Alice Englert     | Dolly                                 |
| Vincent D'Onofrio | George Willburn                       |
| Amanda Plummer    | Louise                                |
| Brandon Flynn     | Henry Osgood                          |
| Corey Stoll       | Charles Wainwright                    |
| Sophie Okonedo    | Charlotte Wells                       |
| Teo Briones       | Peter                                 |